# Ángulo de rozamiento interno

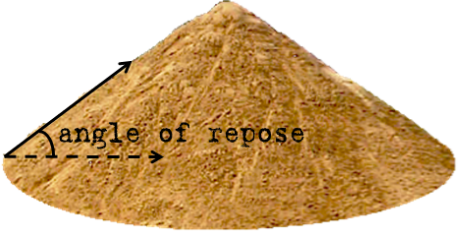
Ángulo de reposo.

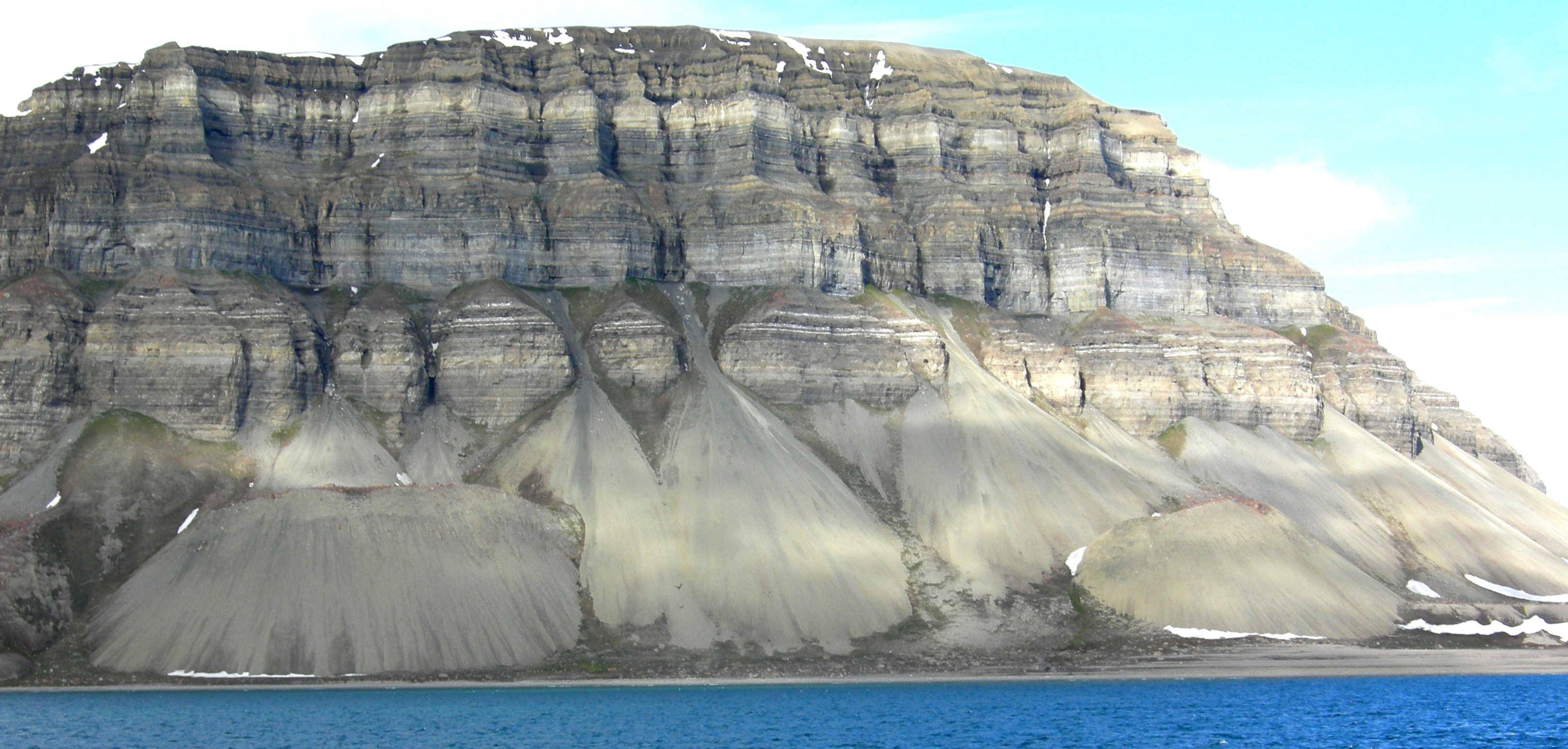
Ángulo de reposo.

El ángulo de rozamiento interno o ángulo de fricción es una propiedad de los materiales granulares el cual tiene una interpretación física sencilla, al estar relacionado con el ángulo de reposo o máximo ángulo posible para la pendiente de un conjunto de dicho material granular. En un material granuloso cualquiera, el ángulo de reposo está determinado por la fricción, la cohesión y la forma de las partículas; por ello, en un material sin cohesión y donde las partículas son muy pequeñas en relación con el tamaño del conjunto, el ángulo de reposo coincide con el ángulo de rozamiento interno.

Es especialmente importante en mecánica de suelos para determinar tanto la capacidad portante como la resistencia al deslizamiento de un terreno arenoso.

## Medición
Existen numerosos procedimientos para determinar el ángulo de reposo, cada uno produce resultados ligeramente diferentes. Los resultados son altamente dependientes de la metodología exacta del experimentador y como resultado, los datos de diferentes laboratorios pueden no ser comparables. Además en el rango de {\displaystyle \scriptstyle 30^{\circ }<\varphi <38^{\circ }} la capacidad portante de un terreno depende exponencialmente de la tangente de dicho ángulo:

{\displaystyle p_{\rm {ter}}\varpropto e^{\pi \tan \varphi }}

Por lo que pequeños errores en la determinación del ángulo conducen a estimaciones muy diferentes de la capacidad portante. Alternativamente en muchos casos suele hacerse una medición mediante un instrumento llamado célula de cortante, cuya medida estaría directamente relacionada con la capacidad portante.

## Aplicaciones
El ángulo de rozamiento interno a veces interviene en el diseño de equipos para el procesado de partículas sólidas. Por ejemplo, se puede usar para diseñar un silo de almacenaje o el dimensionado de una cinta transportadora para materiales granulosos. E igualmente en geotecnia y geología el ángulo de rozamiento interno es importante para determinar la estabilidad de taludes, la resistencia de una cimentación o para el cálculo del empuje de tierras. 
En el transporte de graneles por mar, este valor es de fundamental importancia pues tiene estrecha relación con el valor del ángulo de rolido y el posible corrimiento de carga que afecta la estabilidad trasversal de la embarcación. La Organización Marítima Internacional (OMI) fija las normas para el transporte de graneles por mar.

### Larvas de hormiga león

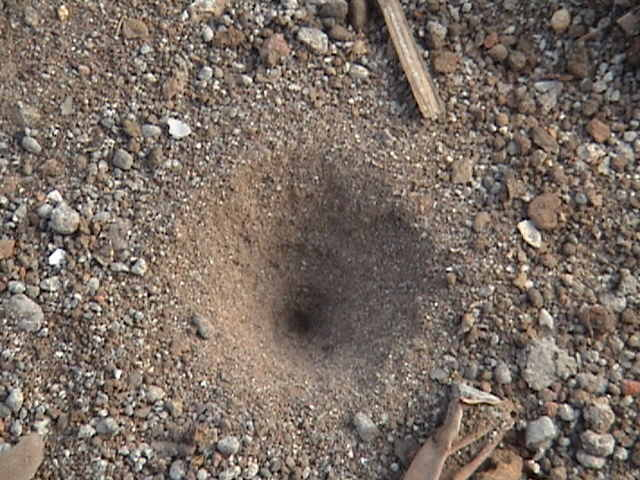
Trampa de arena de una hormiga león.

La larva de hormiga león atrapa hormigas y otros pequeños insectos excavando un agujero cónico en arena suelta, tal que la pendiente del mismo está muy cercana al ángulo de reposo de la arena. Así cuando un pequeño insecto merodea por el agujero, su peso causa que la arena colapse hacia el interior arrastrándolo hacia el centro, donde la larva de hormiga león espera al acecho.

### Ángulo de rozamiento interno de algunos materiales
Aquí hay una lista aproximada de algunos materiales con sus ángulos.
| Material (condición)      | Ángulo de reposo (sexagesimal) |
| ------------------------- | ------------------------------ |
| Ceniza                    | 40°                            |
| Asfalto (frío)            | 30–45°                         |
| Aserrin                   | 30–45°                         |
| Corteza (trozos secos)    | 45°                            |
| Salvado                   | 30–45°                         |
| Tiza                      | 45°                            |
| Arcilla (seca)            | 25–40°                         |
| Arcilla (húmeda excavada) | 15°                            |
| Trébol (semillas)         | 28°                            |
| Cocos (rallado)           | 45°                            |
| Café (grano fresco)       | 35–45°                         |
| Suelo                     | 30–45°                         |
| Harina                    | 45°                            |
| Granito                   | 35–40°                         |
| Grava (suelta y seca)     | 30–45°                         |
| Grava (natural con arena) | 25–30°                         |
| Malta                     | 30–45°                         |
| Arena (seca)              | 34°                            |
| Arena (muy mojada)        | 15–30°                         |
| Arena (húmeda)            | 45°                            |
| trigo                     | 28°                            |

## Ejemplos
|  |  |  |  |  |

| Formato de la base | Base | Ángulo de reposo |
| ------------------ | ---- | ---------------- |
| Rectángulo         |      |                  |
| Círculo            |      |                  |
| Plaza              |      |                  |
| Triángulo          |      |                  |
| Doble tenedor      |      |                  |
| Oval               |      |                  |
| un agujero         |      |                  |
| Dos agujeros       |      |                  |
| múltiples agujeros |      |                  |
| formato aleatorio  |      |                  |